# Tomigerus turbinatus
Tomigerus turbinatus foi uma espécie de gastrópodes terrestres da família Bulimulidae.
Foi endémica do Brasil.